# Allison Newham
Allison Newham (ur. 16 września 1983) – australijska judoczka.
Złota medalistka mistrzostw Oceanii w 2006 i brązowa w 2003. Wicemistrzyni mistrzostw Wspólnoty Narodów w 2004. Mistrzyni Australii w 2006 roku.